# EUR Fermi
EUR Fermi är en station på Roms tunnelbanas Linea B. Stationen invigdes av dåvarande presidenten Luigi Einaudi den 9 februari 1955 och dess namn syftar på EUR och Enrico Fermi. I närheten av stationen anlades den konstgjorda sjö som nyttjades vid olympiska sommarspelen 1960.
Stationen EUR Fermi har:
- Bemannade biljettluckor
- Biljettautomater
- WC
- Bar

## Kollektivtrafik
- Busshållplats ATAC

## Närbelägna byggnader och monument
- Archivio Centrale dello Stato
- PalaLottomatica
- Museo dell'Alto Medioevo
- Parco Centrale del Lago
- INAIL

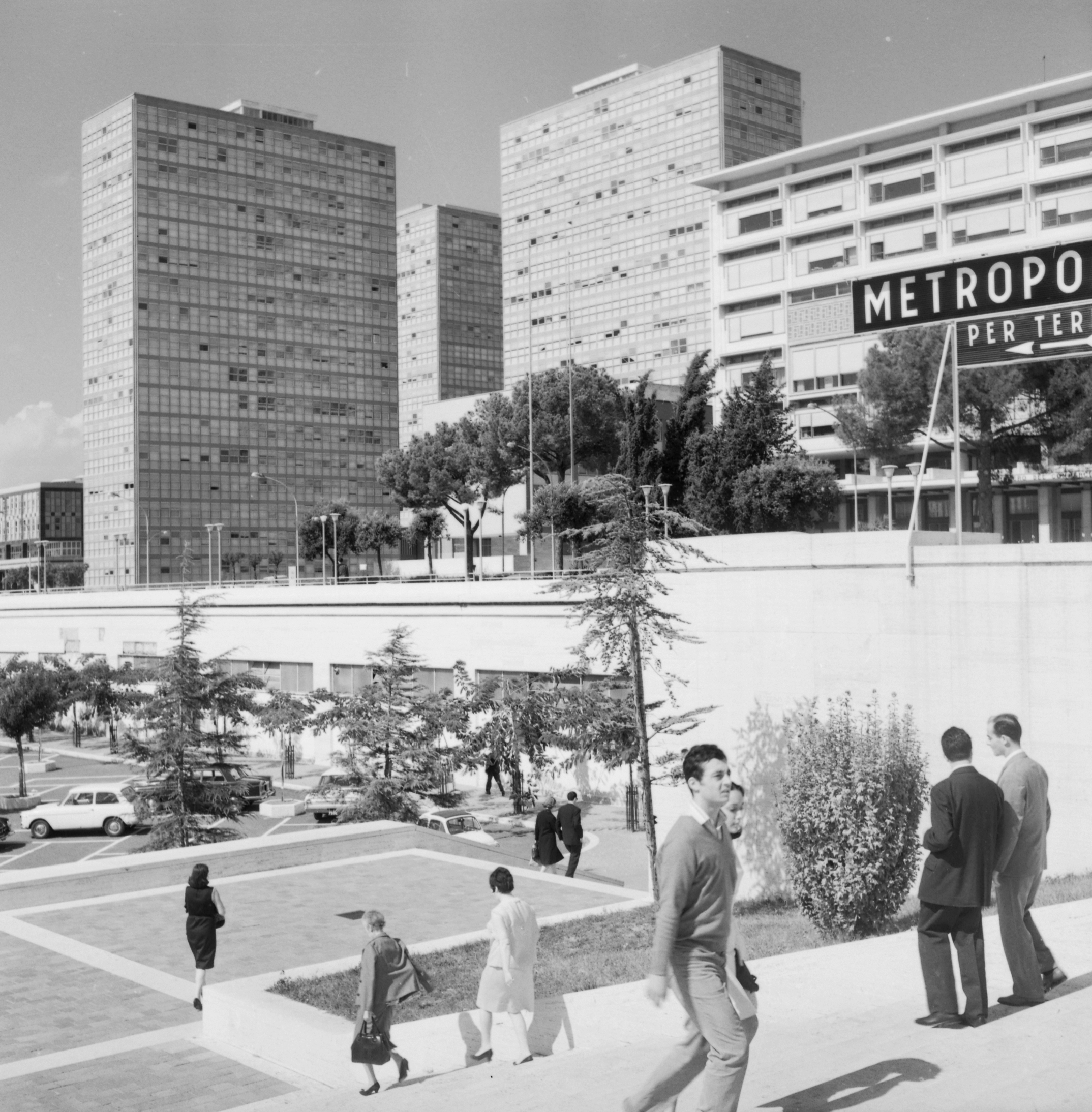
Stationens exteriör år 1967.

- Ministero dei Trasporti – Sede di Via dell'Arte
- Viale America